# 블랙북
《블랙북》(네덜란드어: Zwartboek)은 2006년 개봉한 네덜란드의 전쟁 드라마, 스릴러 영화이다. 파울 페르후번이 감독과 공동각본을 맡았다. 2006 네덜란드 영화제 황금송아지상 작품상 수상작이다.
개봉 당시 기준 가장 제작비가 많이 들어간 네덜란드 영화였으며, 동시에 네덜란드 박스 오피스에서 가장 상업적으로 흥행한 작품이였다. 2008년, 네덜란드 영화제에서 이루어진 15,000여명의 대중 투표를 통해 올타임 최고의 네덜란드 작품으로 뽑혔다.

## 줄거리
2차 세계 대전 중 나치 점령 하의 네덜란드를 배경으로, 젊은 유대인 여성 가수 레이첼 스타인은 가족과 함께 피신 생활을 하던 중 연합군의 폭격으로 은신처를 잃게 된다. 그녀는 가족을 탈출시키려 하지만, 독일 SS에게 습격당해 가족을 모두 잃고 혼자 살아남는다. 신분을 속인 채 ‘엘리스 드 브리스’라는 이름으로 저항 조직에 합류한 레이첼은 조직원의 체포를 막기 위해 SD 사령관 뮌체를 유혹하라는 지시를 받는다. SD 본부에서 근무하며 뮌체와 사랑에 빠지지만, 동시에 과거 자신의 가족을 죽인 학살자 중 한 명인 프랑켄이 뮌체의 부관임을 알게 된다.
저항 조직은 엘리스가 심어놓은 도청 장치를 통해, 그녀와 가족을 배신한 자가 반 게인이라는 사실을 알아낸다. 하지만 반 게인을 잡으려던 계획은 실패하고 그는 살해당한다. 프랑켄은 이에 대한 보복으로 인질들을 처형하려 하지만, 뮌체의 반대로 무산된다. 뮌체는 엘리스의 정체를 알게 된 후 그녀의 이야기를 듣고 프랑켄의 비리를 폭로하려 하지만, 오히려 프랑켄의 음모로 인해 반역자로 몰려 처형당한다.
저항 조직은 동료들을 구출하려 하지만 계획이 발각되어 실패하고, 엘리스는 배신자 누명을 쓴 채 체포된다. 하지만 SD 본부에서 일하던 협력자 로니의 도움으로 엘리스는 뮌체와 함께 탈출에 성공한다. 연합군이 네덜란드를 해방시키자, 프랑켄은 도망치려다 아커만에 의해 살해당한다. 뮌체와 엘리스는 변호사 스말이 배신자일 것으로 의심하고 그를 찾아가지만, 스말은 알 수 없는 자에게 살해당한다. 뮌체는 군중들에게 발각되어 체포되고, 결국 독일군 사살 명령으로 인해 처형당한다.
엘리스는 협력자 누명을 쓰고 수감되어 고문을 당하지만, 아커만의 도움으로 풀려난다. 그러나 아커만이 유대인들의 재산을 빼돌린 배신자였고, 스말을 살해했다는 사실을 알게 된 엘리스는 아커만에게서 탈출한다. 엘리스는 스말의 '검은 책'을 통해 자신의 결백을 증명하고 저항 조직 리더 쿠이퍼와 함께 도망치는 아커만을 잡는다. 그들은 아커만을 관에 가두어 질식사 시킨다.
이야기는 1956년 이스라엘로 옮겨져, 전쟁 중 숨진 유대인들의 재산을 기반으로 설립된 키부츠에서 레이첼이 남편과 아이들과 함께 행복한 삶을 꾸리는 모습으로 끝을 맺는다. 그러나 키부츠에 공습 사이렌이 울리고, 전쟁의 잔혹함이 여전히 남아있음을 암시하며 영화는 마무리된다.

## 출연

### 주연
- 캐리스 밴 허슨
- 세바스티안 코치
- 돔 호프먼

### 조연
- 핼리너 레인
- 크리스찬 버켈
- 발데마르 코부스
- 데릭 드 린트
- 미치엘 휘즈먼

## 기타
- 미술: 윌버트 밴 도프
- 의상: 얀 택스
- Ass-PD: 올리버 다미엔
- 배역: 엔자 디아베그
- 배역: 좁 고스찰크
- 배역: 한스 켐나